# Claes Ulrik Nerman
Claes Ulrik Nerman, född 5 oktober 1792 i Gödestads socken, Hallands län, död 9 oktober 1852 i landshövdingebostället Skälby i Kalmar (slaganfall), var  jurist, justitiekansler och landshövding. Han var son till landssekreteraren Johan Nerman; modern var född Kuylenstierna. Claes Ulrik Nerman levde i ett förhållande med sin hushållerska Christina Charlotta Apelgren, född 1799 och hade med henne fem söner vilka övergavs när han flyttade till Stockholm. Han anges 1828 trolovad med hushållerskan. Han gifte sig 1829 med Amanda Olivia Melin, född 1812. De hade sönerna Johan Gustaf, född 1830, och Olof, född 1832. Han var farbror till Gustaf Nerman.
Nerman tog teologiska, pedagogiska och juridiska examina vid Uppsala universitet. Därefter blev han adjungerad ledamot i Göta hovrätt 1821-1826 och häradshövding 1827. Han bistod Magnus Brahe vid ledningen av riksdagen 1828-30 och blev som belöning utnämnd till tillförordnad polismästare i Stockholm 21 maj 1830. Som sådan var han chef för Karl XIV Johans hemliga spioneriorganisation, var en skicklig och energisk ämbetsman. Han gjorde sig dock illa tåld av många i sin roll som chef för spioneriet mot de oppositionella.
Han erhöll lagmans värdighet samma år och utsågs till tillförordnad underståthållare i Stockholm 1836, varefter han blev tillförordnad justitiekansler 1837 och ordinarie sådan 1 juni 1838. Karriären kröntes med landshövdingeskapet i Kalmar län från 28 mars 1840. Nerman adlades 17 oktober 1843 under namnet Nerman och ätten slöts 1888 av andra sonen Olof Magnus.